# Shake It Up – Tanzen ist alles
Shake It Up – Tanzen ist alles (Originaltitel: Shake It Up; Arbeitstitel: Dance, Dance Chicago) ist eine US-amerikanische Jugend-Sitcom der Walt Disney Company, die vom Alltag der beiden Background-Tänzerinnen Cecelia „CeCe“ Jones und Raquel „Rocky“ Blue bei der lokalen Tanzsendung Shake It Up, Chicago erzählt. Daneben folgt sie auch den Abenteuern der beiden mit ihren Freunden außerhalb der Show sowie ihren Sorgen und Problemen im Schulalltag. Das Konzept von Shake it Up ist, eine Comedy-Serie für Mädchen zu schaffen, die sich ebenfalls mit dem Thema Tanzen beschäftigt. Das Tanzkonzept ist die dritte Disneyserie nach Jett Jackson und Sonny Munroe, die das Fernsehsendung-in-einer-Fernsehsendung-Format verwendet.
Die erste Episode wurde am 7. November 2010 von dem US-amerikanischen Fernsehsender Disney Channel ausgestrahlt. Die deutschsprachige Erstausstrahlung fand am 27. Mai 2011 auf dem deutschen Ableger des Disney Channels statt. Die freiempfangbare Erstausstrahlung erfolgte am 23. Oktober 2011 bei Super RTL. Das Serienfinale, Remember Me, wurde am 10. November 2013 in den Vereinigten Staaten ausgestrahlt.

## Handlung
Die Serie erzählt von den Abenteuern der beiden besten Freundinnen CeCe Jones und Rocky Blue in Chicago, die sich durch ihre Mitwirkung als Background-Tänzerinnen bei der lokalen Tanzsendung Shake It Up, Chicago ihren Lebenstraum einmal professionelle Tänzer zu werden erfüllen. Daneben gehen die beiden weiterhin mit Deuce Martinez, Rockies Bruder Ty Blue und den beiden ungeliebten, europäischen Austauschschülern Gunther und Tinka Hessenheffer, die ebenfalls bei Shake It Up, Chicago als Background-Tänzer arbeiten, auf eine normale öffentliche Schule, der John Hughes High School.
Die Handlung beginnt einige Tage vor einem Casting zur Tanzsendung Shake It Up, Chicago, worauf sie von ihrem langjährigen Freund Deuce hingewiesen werden. Während es Rocky auf Anhieb in die Show schafft verhilft diese CeCe mit einer riskanten Aktion auch in die Show zu kommen. In den nachfolgenden Episoden stürzen sich CeCe und Rocky mit ihren Freunden in lustige und oft skurrile Abenteuer.
Die Episoden sind bis auf wenige Ausnahmen in sich geschlossen und kehren an ihrem Ende im Wesentlichen zur Ausgangssituation zurück, hierbei werden auch Anschlussfehler in Kauf genommen.

## Figuren

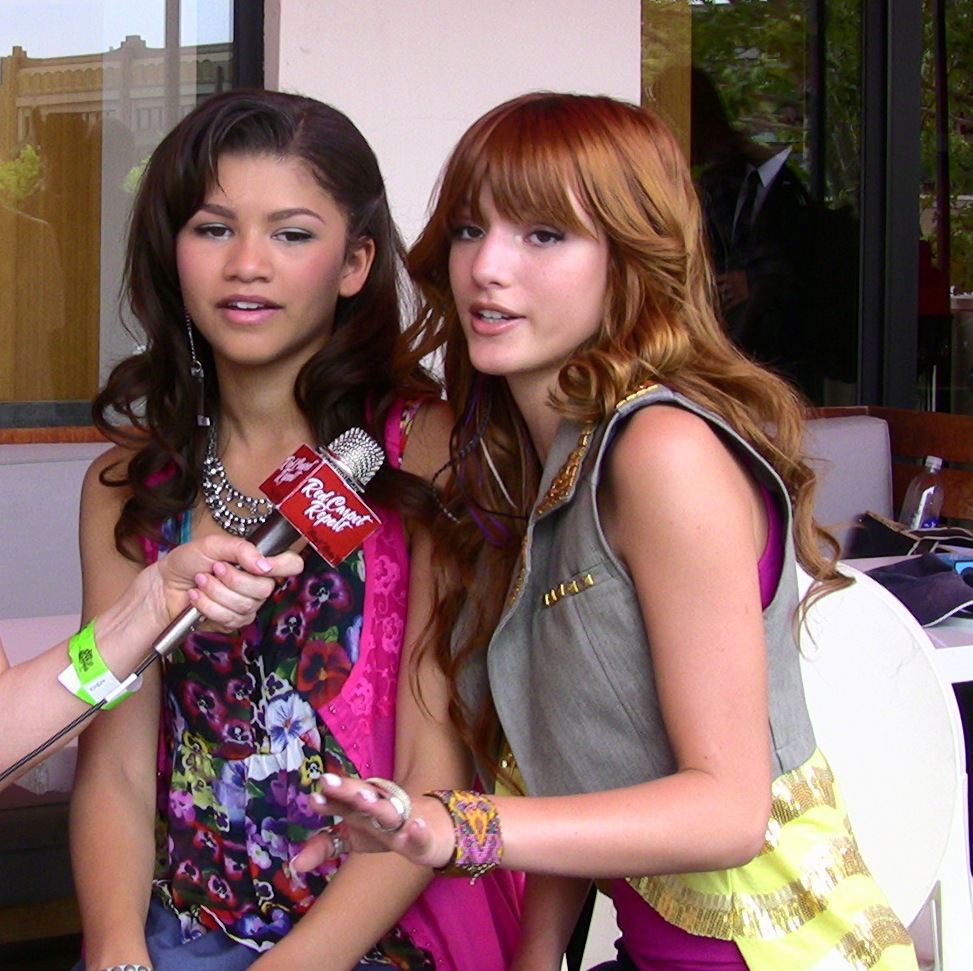
Die zwei Hauptdarstellerinnen der Serie: Zendaya Coleman und Bella Thorne

Die Hauptfiguren von Shake It Up sind die beiden Protagonisten CeCe Jones und Rocky Blue, CeCes jüngeren Bruder Flynn Jones, Rockys älteren Bruder Ty Blue, ihrem Freund Deuce Martinez und den Austauschschülern Gunther und Tinka Hessenheffer. Die Handlung der einzelnen Episoden bezieht sich hauptsächlich auf die beiden Hauptfiguren, wenngleich nebenbei auch die Geschichte einer oder zwei anderer Figuren erzählt wird.
CeCe Jones
Cecelia Jones, von allen nur CeCe genannt, ist eine der beiden Hauptpersonen der Serie. Sie ist ein lustiges und aufgeschlossenes Mädchen, hat keine Angst vor großen Zielen und lässt sich auf ihrem Weg zum gewünschten, großen Erfolg durch nichts und niemanden aufhalten. Sie ist die beste Freundin von Rocky und gab ihr auch die notwendige Motivation, um an der Sendung teilzunehmen. CeCe ist die ältere Schwester von Flynn und zudem eine Legasthenikerin. Sie hat daher Schwierigkeiten beim Lernen, was sich jedoch im Laufe der Serie verbessert. Allerdings gerät sie in der Schule aufgrund ihres Verhaltens immer wieder in Streit mit den Lehrern.
Rocky Blue
Raquel Blue, von allen nur Rocky genannt, ist die zweite Hauptperson der Serie. Im Gegensatz zu ihrer besten Freundin CeCe, ist sie sehr schlau und hält in der Schule den absoluten Anwesenheitsrekord. Den Spitznamen „Rocky“ erhielt sie von CeCe, als sich diese mit fünf Jahren zum ersten Mal trafen. Im Vergleich zu CeCe ist sie die bravere von den beiden, immer optimistisch und möchte von allen gemocht werden. Sie ist die erste, die einen Platz bei Shake It Up, Chicago bekam. Rocky ist zudem Vegetarierin und unterstützt die Rechte der Tiere.
Flynn Jones
Flynn Jones ist CeCes jüngerer Bruder und geistig sehr weit entwickelt für sein Alter. Er liebt Speck, Videospiele und seine Schwester zu nerven. Sein bester Freund ist CeCes ehemaliger Mathematik-Nachhilfelehrer, ein Collegeabsolvent namens Henry Dillon, der ungefähr in seinem Alter ist. Flynn ist ebenfalls gut mit Ty und Deuce befreundet. Jedes Mal wenn einer an die Tür klopft oder das Telefon klingelt, schreit Flynn durch die Wohnung „Ich gehe schon, Mom“ (englisch I’ll get it, mom!).
Ty Blue
Ty Blue ist der ältere Bruder von Rocky und außerdem auch ein aufstrebender Schauspieler und Rapper. Er ist außerdem ein begabter Tänzer, nahm die Chance bei Shake It Up, Chicago aufzutreten aber nicht an, da er laut seiner Aussage nicht für andere Männer tanze. Er, Deuce und Flynn sind gute Freunde, wobei ihn und Deuce eine merkwürdige Freundschaft verbindet.
Deuce Martinez
Martin Martinez, von allen nur Deuce genannt, ist CeCes und Rockys cleverer Freund. In der Schule betreibt er, aus seiner Jackentasche heraus, einen kleinen Laden, in dem er willkürliche Dinge verkauft. Deuce ist kubanoamerikanischer Abstammung und kann fließend spanisch sprechen. In der zweiten Staffel nimmt er einen Job in der Pizzeria seines Onkels Franks an. Er, Ty und Flynn sind gute Freunde, wobei ihn und Ty eine merkwürdige Freundschaft verbindet.
Gunther Hessenheffer
Gunther Hessenheffer ist der extravagante zweieiige Zwillingsbruder von Tinka, der in der ersten Klasse als Austauschschüler aus einem kleinen in den Bergen gelegenen Land in Europa nach Chicago kam. Er und seine Schwester sind ebenfalls Background-Tänzer bei Shake It Up, Chicago und sogenannte „Frenemies“ von CeCe und Rocky. Außerdem gehören die beiden einer Königsfamilie an, da deren Mutter eine Prinzessin war
Tinka Hessenheffer
Tinka Hessenheffer ist die zweieiige Zwillingsschwester von Gunther, die in der ersten Klasse als Austauschschülerin aus einem kleinen in den Bergen gelegenen Land in Europa nach Chicago kam. Sie und ihr Bruder sind ebenfalls Background-Tänzer bei Shake It Up, Chicago und sogenannte „Frenemies“ von CeCe und Rocky. Tinkas Kleider sind stets auffallend und mit Glitzer übersät.
Weitere Figuren
Des Weiteren gehört eine Reihe wiederkehrender Nebenfiguren zum Ensemble der Serie. Dazu zählen der witzige Moderator der Sendung, Gary Wilde, CeCes und Flynns Mutter Georgia Jones, CeCes Mathematik-Nachhilfelehrer und Flynns Freund Henry Dillon und Dina Garcia, ein skurriles Mädchen, die mit Deuce eine On/Off-Beziehung führt.

## Besetzung und Synchronisation
Die deutschsprachige Synchronisation entstand nach den Dialogbüchern von Madeleine Stolze, Sabine Bohlmann und Konrad Sattler sowie unter der Dialogregie von Madeleine Stolze durch die Synchronfirma FFS Film- & Fernseh-Synchron in München.
| Rolle                   | Schauspieler       | Hauptrolle | Nebenrolle | Synchronsprecher                                                    |
| ----------------------- | ------------------ | ---------- | ---------- | ------------------------------------------------------------------- |
| Cecelia „CeCe“ Jones    | Bella Thorne       | 1.01–3.26  |            | Maresa Sedlmeir                                                     |
| Raquel „Rocky“ Blue     | Zendaya Coleman    | 1.01–3.26  |            | Marcia von Rebay                                                    |
| Flynn Jones             | Davis Cleveland    | 1.01–3.26  |            | Manuel Scheuernstuhl (Staffel 1 & 2) Alexandros Chlupsa (Staffel 3) |
| Ty Blue                 | Roshon Fegan       | 1.01–3.26  |            | Max Felder                                                          |
| Martin „Deuce“ Martinez | Adam Irigoyen      | 1.01–3.26  |            | Henry Engels                                                        |
| Gunther Hessenhefer     | Kenton Duty        | 1.01–2.31  |            | Tim Schwarzmaier                                                    |
| Tinka Hessenhefer       | Caroline Sunshine  | 2.01–3.26  | 1.01–1.22  | Katharina Schwarzmaier                                              |
| Gary Wilde              | R. Brandon Johnson |            | 1.01–3.26  | Patrick Schröder                                                    |
| Georgia Jones           | Anita Barone       |            | 1.01–3.26  | Madeleine Stolze                                                    |
| Henry Dillon            | Buddy Handleson    |            | 1.04–2.31  | Lenny Peteanu                                                       |
| Dina Garcia             | Ainsley Bailey     |            | 1.10–3.26  | Malika Bayerwaltes (Staffel 1 & 2) Ilena Gwisdalla (Staffel 3)      |

## Produktion
Die Produktion begann im Juli 2010 in Hollywood. Die Serie hatte ihre Premiere in den USA am 7. November 2010. In Deutschland wird sie seit dem 27. Mai 2011 im Disney Channel ausgestrahlt. Am 16. März 2011 wurde bekannt gegeben, dass es eine zweite Staffel der Serie geben wird. Am 4. Juni 2012 wurde die Serie um eine dritte Staffel verlängert, die wie im Juli 2013 bekannt wurde, zugleich die letzte Staffel der Serie darstellt.

## Ausstrahlung
Die erste Folge lief am 7. November 2010, direkt nach einem Hannah Montana Spezial, sodass 6,2 Millionen Zuschauer zuschauten. Disney erzielte damit den zweitbesten Serienstart aller Zeiten, nach der Premiere von Hannah Montana im Jahre 2006. Seit dem 23. Oktober 2011 wird die Serie auch im Free-TV bei Super RTL ausgestrahlt.

### Staffelüberblick
| Staffel   | Episoden | Ausstrahlung (USA) Disney Channel      | Veröffentlichung (D/A/CH) Disney Channel (App)/ Disney+ | Ausstrahlung (D/A/CH) Super RTL    |
| --------- | -------- | -------------------------------------- | ------------------------------------------------------- | ---------------------------------- |
| Staffel 1 | 21       | 7. November 2010 bis 21. August 2011   | 27. Mai 2011 bis 22. Oktober 2011                       | 23. Oktober 2011 bis 31. März 2012 |
| Staffel 2 | 31       | 18. September 2011 bis 17. August 2012 | 11. Februar 2012 bis 28. Oktober 2012                   | Nicht gesendet                     |
| Staffel 3 | 26       | 14. Oktober 2012 bis 10. November 2013 | 21. Mai 2013 bis 24. März 2020                          | Nicht gesendet                     |

### Fernsehfilm
Im Juni 2011 kündigte der Disney Channel einen Fernsehfilm zur Serie an. Der 90-minütige Fernsehfilm mit dem Titel Shake It Up: Made in Japan hatte am 17. August 2012 in den Vereinigten Staaten Premiere. In Deutschland wurde er am 28. Oktober 2012 unter dem Titel Auf nach Japan erstausgestrahlt. In dem Film reisen CeCe und Rocky nach Japan, um dort an einem interaktiven Tanzvideospiel teilzunehmen. Als Gaststars waren unter anderem die Blue Man Group zu sehen.

## Auszeichnungen und Nominierungen
Shake It Up und dessen Besetzung wurden bereits für verschiedene Auszeichnungen in den Vereinigten Staaten nominiert. Nachfolgende Liste beinhaltet sämtliche Auszeichnungen und Nominierungen der Serie:

### Auszeichnungen
Young Artist Award
- 2011: Auszeichnung in der Kategorie Best Performance in a TV Series – Leading Young Actress für Bella Thorne

### Nominierungen
Young Artist Award
- 2011: Nominierung in der Kategorie Outstanding Young Ensemble in a TV Series für die Hauptbesetzung
- 2012: Nominierung in der Kategorie Outstanding Young Ensemble in a TV Series für die Hauptbesetzung
- 2012: Nominierung in der Kategorie Best Performance in a TV Series – Leading Young Actress für Bella Thorne
- 2012: Nominierung in der Kategorie Best Performance in a TV Series – Leading Young Actress für Zendaya Coleman
- 2012: Nominierung in der Kategorie Best Performance in a TV Series – Recurring Young Actor für Buddy Handleson
- 2012: Nominierung in der Kategorie Best Performance in a TV Series – Guest Starring Young Actress Age 14–16 für Evie Louise Thompson
- 2012: Nominierung in der Kategorie Best Performance in a TV Series – Guest Starring Young Actor Age 11–13 für Zayne Emory
- 2012: Nominierung in der Kategorie Best Performance in a TV Series – Guest Starring Young Actress Ten & Under für Caitlin Carmichael

NAACP Image Award
- 2012: Nominierung in der Kategorie Outstanding Performance in a Youth/Children’s Program (Series or Special) für Zendaya Coleman

J-14’s Teen Icon Award
- 2011: Nominierung in der Kategorie Iconic TV Actress für Bella Thorne
- 2011: Nominierung in der Kategorie Iconic TV Show für Shake It Up

Imagen Award
- 2011: Nominierung in der Kategorie Best Young Actress – Television für Bella Thorne